# Сарайлы (Татарстан)
Сарайлы — село в Лешев-Тамакском сельском поселении Сармановского района Татарстана.
Расположено в 12 км к югу от райцентра. Население — 350 человек (2010 г.). Почтовый индекс: 423353. Код ОКАТО: 92253832006

## История
Основана в XVIII в. вотчинниками башкирами рода сарайлы-мин. В начале XIX в. (1816 г.) в деревне проживало 73 башкира м.п., 32 татара ясачных м.п. и 10 тептярей м.п., последние две группы проживали в деревне «по допуску самих вотчинников башкирцев…».
В «Списке населенных мест по сведениям 1870 года», изданном в 1877 году, населённый пункт упомянут как деревня Сарайли-Бикметева 2-го стана Мензелинского уезда Уфимской губернии. Располагалась при речке Мензеле, по левую сторону коммерческого тракта из Бирска в Мамадыш, в 80 верстах от уездного города Мензелинска и в 6 верстах от становой квартиры в селе Александровское (Кармалы). В деревне, в 49 дворах жили 443 человека (223 мужчины и 220 женщин, башкиры, татары), были мечеть, училище. Жители занимались земледелием, скотоводством.
По сведениям переписи 1897 года, в деревне Сарайлы-Бикметева Мензелинского уезда Уфимской губернии жили 776 человек (396 мужчин и 380 женщин), из них 767 мусульман.

## Улицы
- Мусы Джалиля
- Космонавтов.